# Де ла Крус, Николас
Дие́го Никола́с де ла Крус Арко́са (исп. Diego Nicolás de la Cruz Arcosa; род. 1 июня 1997, Монтевидео) — уругвайский футболист, полузащитник клуба «Фламенго» и сборной Уругвая.

## Клубная карьера
Де ла Крус — воспитанник клуба столичного клуба «Ливерпуль». 13 сентября 2015 года в матче против «Эль Танке Сислей» он дебютировал в уругвайской Примере. 15 мая в поединке против «Рентистаса» Николас забил свой первый гол за «Ливерпуль».
15 августа 2017 года де ла Крус перешёл в аргентинский «Ривер Плейт». В матче против «Банфилда» он дебютировал в аргентинской Примере.

## Международная карьера
В 2017 года де ла Крус в составе молодёжной сборной Уругвая выиграл молодёжный чемпионат Южной Америки в Эквадоре. На турнире он сыграл в матчах против команд Перу, Боливии, Колумбии, Бразилии, Эквадора а также дважды Венесуэлы и Аргентины. В поединках против аргентинцев и колумбийцев Николас забил три гола.
В том же году де ла Крус принял участие в молодёжном чемпионате мира в Южной Корее. На турнире он сыграл в матчах против команд Японии, ЮАР, Саудовской Аравии, Португалии, Венесуэлы и дважды Италии. В поединках против арабов и венесуэльцев Николас забил по голу.
Де ла Крус был включён в состав сборной Уругвая на Кубок Америки 2021.
Сводный брат (по матери) Николаса де ла Круса, Карлос Санчес (род. 1987) — лучший футболист 2015 года в Южной Америке (на тот момент выступал за «Ривер Плейт»), с 2014 года выступает за сборную Уругвая.

## Достижения
- Обладатель Кубка Аргентины (1): 2016/17
- Обладатель Суперкубка Аргентины (1): 2017
- Обладатель Кубка Либертадорес (1): 2018
- Финалист Кубка Либертадорес (1): 2019
- Обладатель Рекопы (1): 2019
- Победитель Молодёжного чемпионата Южной Америки (1): 2017